# 楚庫杜車

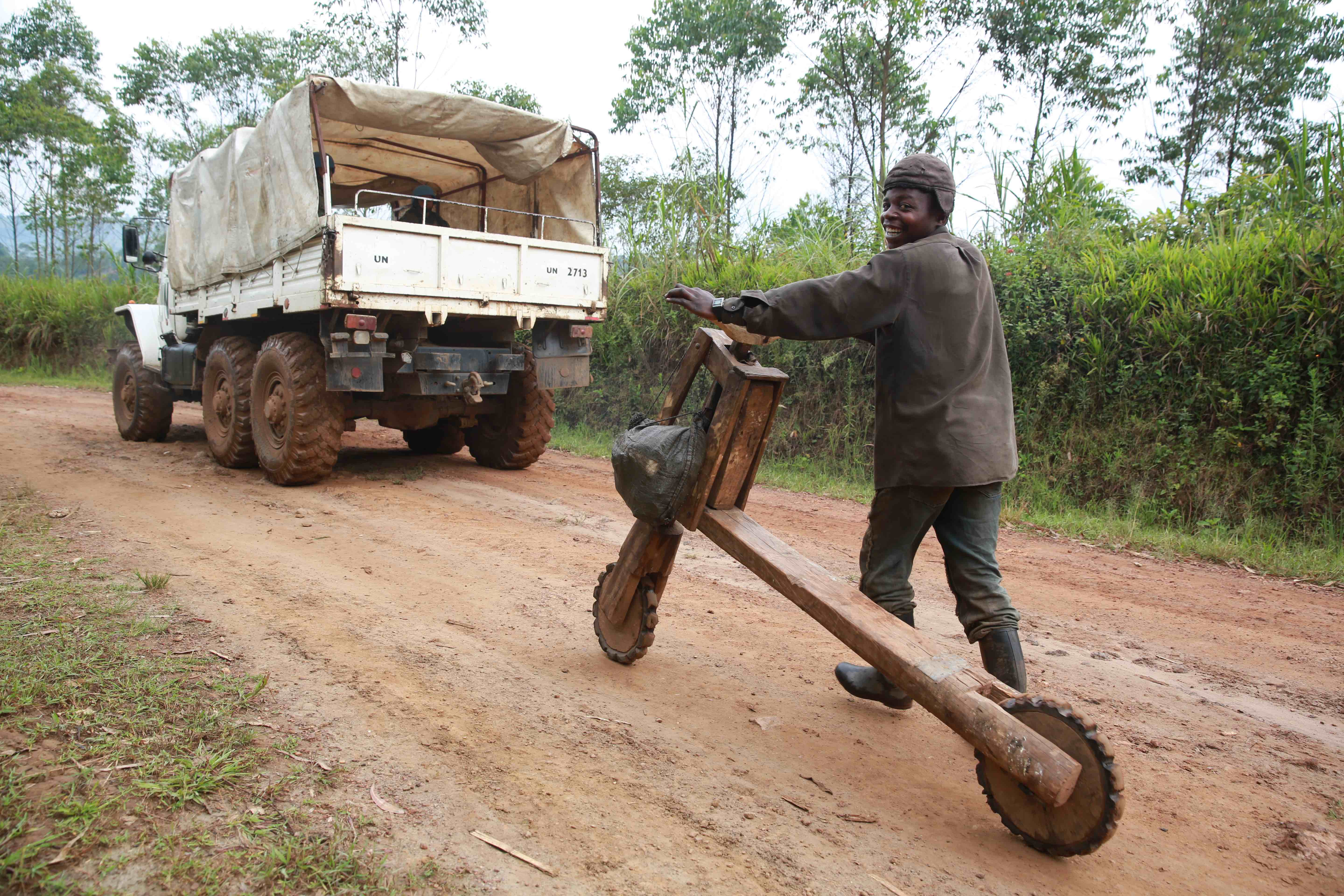
北基伍省，一名年輕男子推著一輛楚庫杜車。

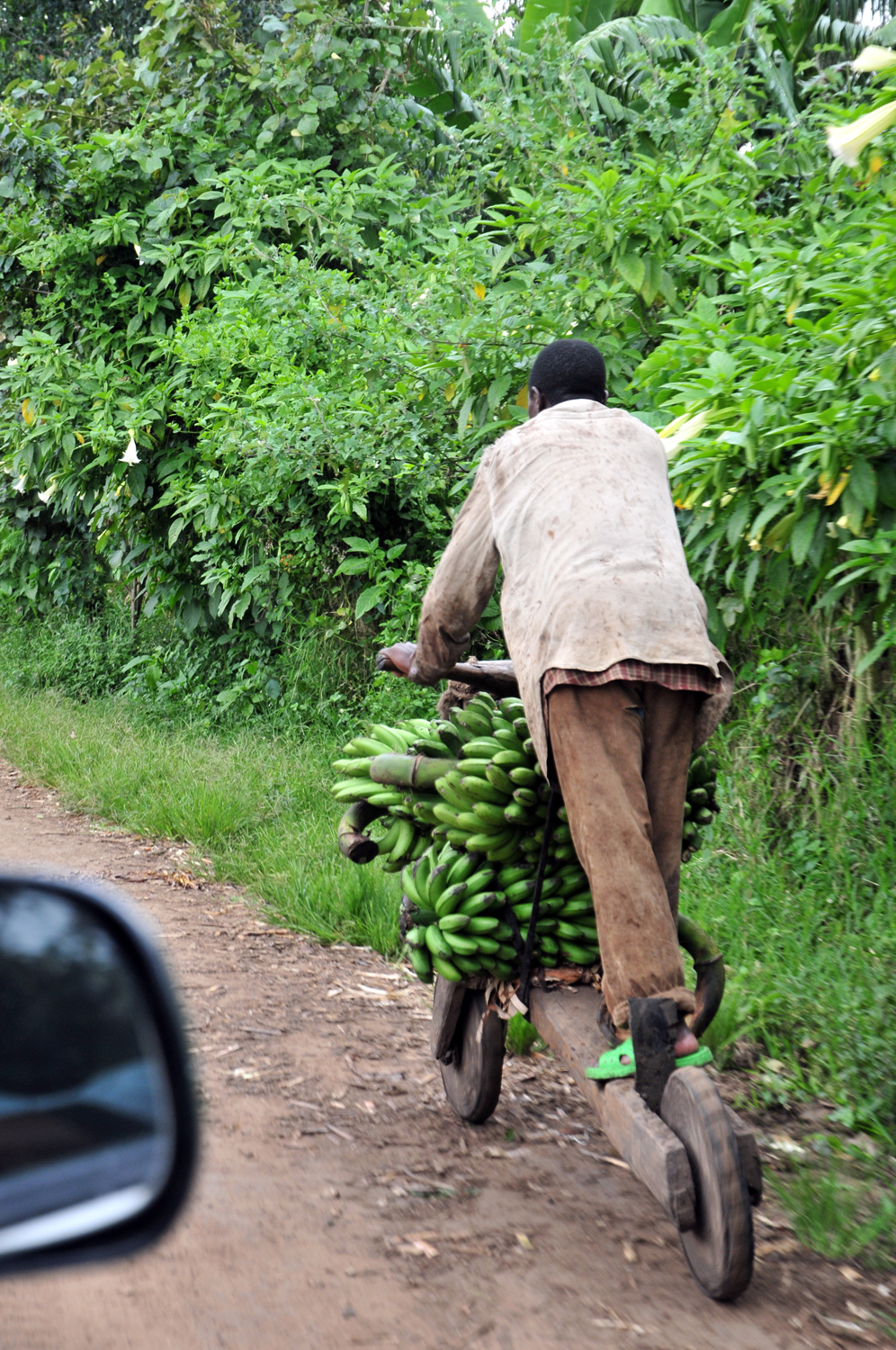
在北基伍省，以楚庫杜車運送香蕉。

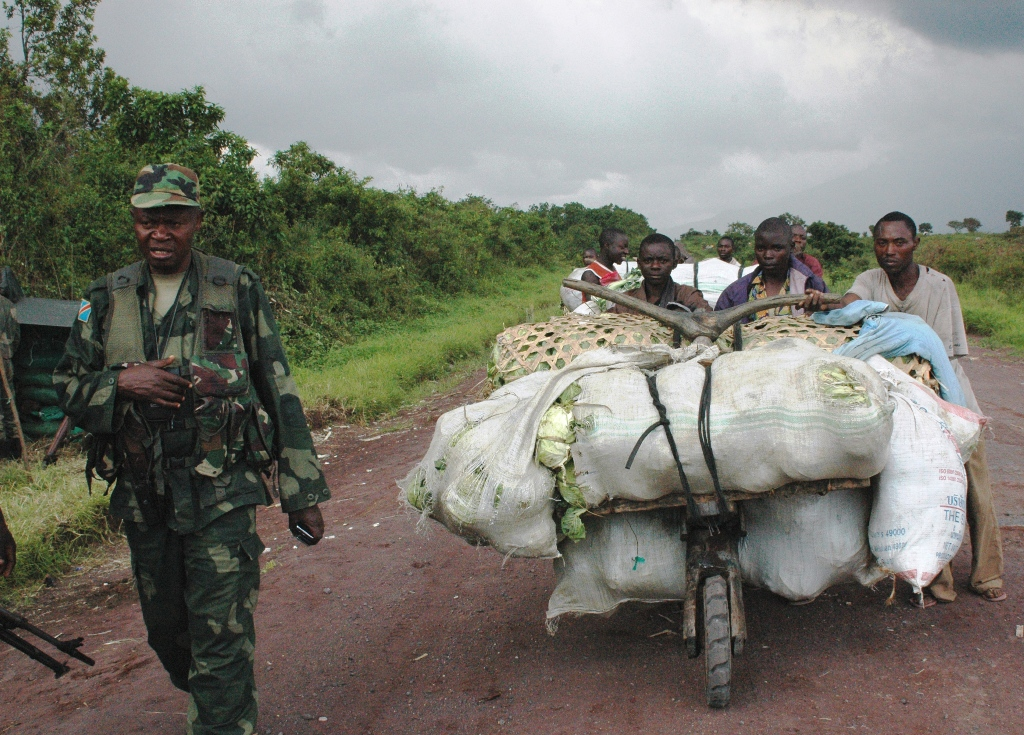
運輸新鮮農產品的楚庫杜車，攝於戈馬的一個軍隊檢查站

楚庫杜（chukudu，或拼寫為chikudu 、 chokoudou 、 tshukudu ） 是剛果民主共和國東部地區使用於貨運，以手工由木材製造的兩輪車。
楚庫杜車的車架縱軸通常與水平面成一角度，具有兩個小型輪子；輪子一般採木製，但有時也包有橡膠。還有一副把手，以及一個墊子以供操作者推動車輛時將膝蓋放在上面。 下坡時，操作者可以像騎乘滑板車一樣站在車架上。在平地上，操作者可以將一隻腿的膝蓋放在車架上，而用另一條腿蹬地以推動車子。也有加上橡膠製擋泥板與避震器的例子。  

## 歷史
楚庫杜最先見於 20 世纪 70 年代的北基伍省，當時正值蒙博托·塞塞·塞科統治下的經濟蕭條時期。   
在2008 年，楚庫杜車的材料成本接近60美元，而售價為 100 美元。 在2014 年，這類車輛的售價為 50 至 100 美元，使用者每天可賺得高達10 美元；該地區大多數人每天的生活費不足 2 美元。  2014 年的一篇文章估計售價約為 150 美元，但操作者大約六個月就可以回收成本，每天收入 10至20 美元。 

## 製造
在戈馬，楚庫杜車是「本地交通系統的中流砥柱」。楚庫杜車以堅硬的曼巴木和桉木製成，用廢輪胎製成輪面。  製造楚庫杜車需要一到三天，但可耐用二至三年。最常見的大小約為六英尺半長，可承載一千磅（約450公斤）。最大的楚庫杜車據稱可承載高達800公斤。 還有一些楚庫杜車的前輪配有懸吊（金屬彈簧或是張緊的橡皮帶製成）。
如使用預先鋸切好的規格木材和五金店裡可購得的材料，大约三小時就可以製出一輛小型的楚庫杜車。 
楚庫杜車也可以客製化以因應不同類型的貨物。有些車輛在坐位板的中央鑽了一個洞，方便操作者插入一根棍子以固定所運送的木柴。有的則有一個大籃子用以裝載各種貨物。